# Лугано (хоккейный клуб)
«Луга́но» (итал. HC Lugano) — профессиональный хоккейный клуб, представляющий одноимённый швейцарский город. Выступает в Швейцарской национальной лиге. Домашняя арена — Ресега — вмещает 8 500 зрителей.

## История
Клуб «Лугано», основанный в 1941 году, является одной из самых титулованных команд Швейцарии. В 1957 году была открыта домашняя арена клуба Ресега. С 1982 года, когда клуб во второй раз в своей истории вышел в элитный дивизион швейцарского хоккея, «ХК Лугано» 12 раз выходил в финал соревнований, из которых семь стали победными. Также «Лугано» отлично зарекомендовал себя и на европейской арене, где завоёвывал призовые места в Кубке Европы и Континентальном Кубке.

## Достижения
- Чемпион Швейцарии 1986, 1987, 1988, 1990, 1999, 2003, 2006.
- Серебряный призёр чемпионата Швейцарии 1985, 1989, 1991, 2000, 2001, 2004.

## Изъятые номера
- 1  Альфио Молина
- 2  Сандро Бертаджа
- 4  Пэт Шафхаузер
- 44  Анди Незер

## Известные игроки
Петтери Нуммелин

 Давид Айбишер

 Матс Валтин

 Бойд Деверо

 Юнас Хоглунд

 Игорь Ларионов

 Рэнди Робитайл

 Алекс Тангуэй

 Патрик Торесен

 Павел Торгаев

 Юхан Франссон

 Мартин Желина

 Юкка Хентунен

 Кристобаль Юэ

 Микаэль Нюландер

 Матс Нэслунд

 Вилле Пелтонен

 Киммо Тимонен

 Джейсон Блэйк

 Тим Конноли

 Глен Метрополит

 Кент Нильссон

 Янне Оянен